# NGC 6294
NGC 6294 – gwiazda podwójna znajdująca się w gwiazdozbiorze Wężownika, na północny wschód od gromady kulistej NGC 6293. Skatalogował ją John Herschel 16 kwietnia 1828 roku, błędnie sądząc, że jest to obiekt typu mgławicowego.